# Coupe de Tunisie de football 1944-1945
Navigation
Coupe de Tunisie 1941-1942 Coupe de Tunisie 1945-1946
La Coupe de Tunisie de football 1944-1945 est la 17e édition de la coupe de Tunisie. Elle est organisée par la Ligue de Tunisie de football après deux années d'interruption en raison de la Seconde Guerre mondiale. Plusieurs clubs ont disparu, tels que l'Italia, le Racing Club de Tunis ou le Sporting Club de Tunis, et d'autres ont fait leur apparition à l'instar de l'Olympique de Tunis, club parrainé par la police de Tunis, qui s'est renforcé par l'arrivée de plusieurs joueurs connus et qui a couronné sa saison par l'obtention de la coupe de Tunisie.

## Résultats

### Huitièmes de finale
| Équipe 1                    | Équipe 2                            | Score 90' |
| Espérance sportive          | Union sportive de football bizertin | 5 - 2     |
| Club africain               | Stade africain de Ferryville        | 1 - 0     |
| Olympique de Tunis          | Union sportive ferryvilloise        | 5 - 0     |
| Jeanne d'Arc d'avant-garde  | Union sportive béjoise              | 2 - 1     |
| Club tunisien               | Étoile sportive du Sahel            | 3 - 0     |
| Club athlétique de La Marsa | Olympique de Béja                   | Forfait   |
| Grombalia Sports            | Étoile sportive gabésienne          | 1 - 0     |
| Club athlétique bizertin    | Union sportive musulmane            | 6 - 0     |

### Quarts de finale
| Équipe 1                 | Équipe 2                    | Score 90' |
| Olympique de Tunis       | Club athlétique de La Marsa | 6 - 2     |
| Espérance sportive       | Club africain               | 3 - 0     |
| Club tunisien            | Jeanne d'Arc d'avant-garde  | 4 - 0     |
| Club athlétique bizertin | Grombalia Sports            | 2 - 0     |

### Demi-finales
| Équipe 1           | Équipe 2                 | Score 90' |
| Olympique de Tunis | Club athlétique bizertin | 3 - 1     |
| Espérance sportive | Club tunisien            | 2 - 0     |

### Finale
| Équipe 1           | Équipe 2           | Score 90' |
| Olympique de Tunis | Espérance sportive | 0 - 0     |
| Olympique de Tunis | Espérance sportive | 1 - 0     |

## Meilleurs buteurs
Plusieurs buteurs se sont illustrés à l'instar de Frej Ben Merzouk (Espérance sportive), auteur de huit buts dont cinq en huitièmes de finale, ainsi que Khalifa (Olympique de Tunis) et Abdelkrim Ben Cheikh (Club athlétique bizertin), tous deux auteurs de cinq buts. 

## Source
- La Dépêche tunisienne, rubrique « Sports », 1944-1945